# Strophalinx echo
Strophalinx echo är en insektsart som beskrevs av Ronald Gordon Fennah 1969. Strophalinx echo ingår i släktet Strophalinx och familjen sporrstritar. Inga underarter finns listade i Catalogue of Life.